# Орора (Юта)
Орора (англ. Aurora) — місто (англ. city) в США, в окрузі Севір штату Юта. Населення — 984 особи (2020).

## Географія
Орора розташована за координатами 38°55′13″ пн. ш. 111°56′2″ зх. д. / 38.92028° пн. ш. 111.93389° зх. д. (38.920204, -111.934021).  За даними Бюро перепису населення США в 2010 році місто мало площу 2,69 км², уся площа — суходіл.

## Демографія
Згідно з переписом 2010 року, у місті мешкало 1016 осіб у 338 домогосподарствах у складі 291 родини. Густота населення становила 378 осіб/км².  Було 357 помешкань (133/км²).
Расовий склад населення:
| - 96,7 % — білих - 0,7 % — вихідців з тихоокеанських островів - 0,1 % — чорних або афроамериканців - 0,1 % — азіатів - 1,0 % — осіб інших рас |

До двох чи більше рас належало 1,5 %. Частка іспаномовних становила 2,8 % від усіх жителів.
За віковим діапазоном населення розподілялося таким чином: 32,0 % — особи молодші 18 років, 53,8 % — особи у віці 18—64 років, 14,2 % — особи у віці 65 років та старші. Медіана віку мешканця становила 34,2 року. На 100 осіб жіночої статі у місті припадало 94,3 чоловіків;  на 100 жінок у віці від 18 років та старших — 91,9 чоловіків також старших 18 років.
Середній дохід на одне домашнє господарство  становив 65 990 доларів США (медіана — 59 625), а середній дохід на одну сім'ю — 71 696 доларів (медіана — 62 500). За межею бідності перебувало 7,5 % осіб, у тому числі 12,0 % дітей у віці до 18 років та 5,0 % осіб у віці 65 років та старших.
Цивільне працевлаштоване населення становило 368 осіб. Основні галузі зайнятості: освіта, охорона здоров'я та соціальна допомога — 28,5 %, сільське господарство, лісництво, риболовля — 15,8 %, транспорт — 13,9 %.